# James Connally Air Force Base

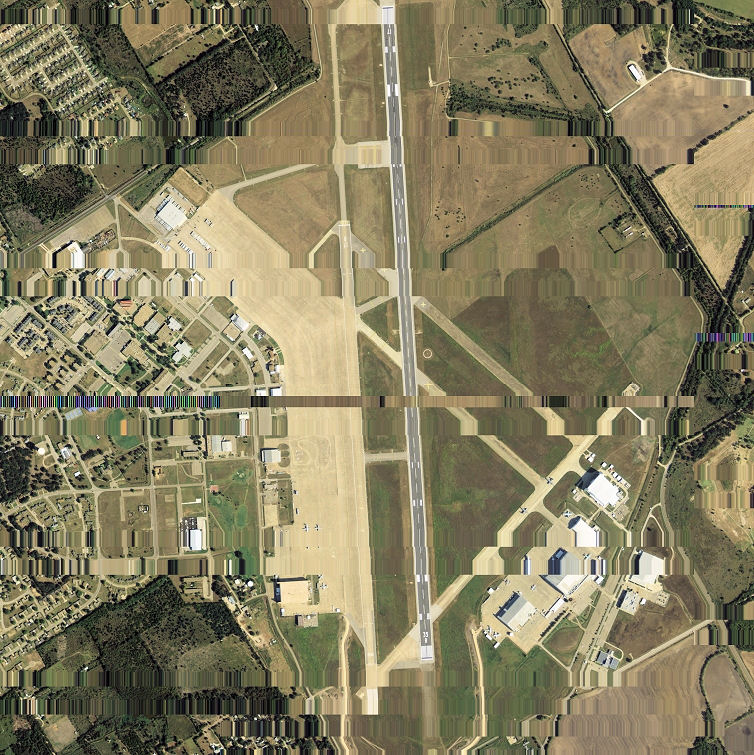
James Connally Air Force Base.

La James Connally Air Force Base est une ancienne base aérienne de l'United States Air Force (USAF) située à Waco au Texas.
Le site a rouvert sous la forme d'un aéroport civil.